# Merkbolzen
Der Merkbolzen ist ein eigenständiges Bauteil in einem Fallmantelhydranten und dient als Entlüftungsventil.
Der Merkbolzen ist im Hydrantenkopf eingebaut und hat die Aufgabe, bei Inbetriebnahme des Hydranten die durch das einfließende Wasser verdrängte Luft aus der Hydrantensäule entweichen zu lassen, um dann durch den sich aufbauenden Wasserdruck selbständig zu schließen. Solange der Hydrant unter Druck steht, verhindert der Merkbolzen das versehentliche Verschließen durch den Fallmantel, bevor die anstehende Wassersäule durch die selbständige Entleerung abgebaut wurde. Die Belüftung des Hydranten beim Abbauen der Wassersäule erfolgt ebenfalls über den Merkbolzen, der dann das Hochschieben des Fallmantels ermöglicht. So soll eine Beschädigung des Hydranten durch Frost wirksam verhindert werden. Die Bezeichnung Merkbolzen rührt daher, dass der Bediener „merkt“, dass die Wasserversorgung des Hydranten noch nicht wieder abgeschiebert wurde.